# Edgar Pêra
Edgar Pêra (né le 19 novembre 1960  à Lisbonne) est un réalisateur portugais.

## Filmographie
- 1990: Reproduta Interdita (court métrage)
- 1991: Matadouro
- 1991: A Cidade de Cassiano
- 1993: Arbeit macht frei? (TV)
- 1993: SWK4
- 1994: Manual de Evasão LX94
- 1995: Visões! Equações! Radiações!
- 1995: O Mundo Desbotado
- 1996: Os Túneis da Realidade
- 1996: O Dia do Músico
- 1996: A Konspiração dos Mil Tímpanos
- 1997: A Janela Não É a Paisagem
- 1997: Manual of Evazion LX97 (Remix)
- 1998: Portugal Ilimitado
- 1998: As Dezaventuras do homem-Kâmara Epizohdyus 113 &115
- 1999: Esquinas Agudas
- 2000: Lisboa-boa 345DT
- 2000: 25 de Abril - Uma Aventura Para a Demokracya
- 2001: A Janela (Maryalva Mix)
- 2001: O Homem-Teatro
- 2002: 8 8 (TV)
- 2003: Os Homens-Toupeira
- 2004: Sudwestern
- 2004: És a Nossa Fé
- 2006 : Movimentos Perpétuos: Cine-Tributo a Carlos Paredes
- 2007 : Rio Turvo
- 2011 : O Barão
- 2012 : Visões de Madredeus
- 2013 : Cinesapiens, segment du film 3x3D
- 2024 : Cartas Telepáticas